# Tour de Romandía 1990
La 44.ª edición del Tour de Romandía se disputó del 8 de mayo al 13 de mayo de 1990 con un recorrido de 859 km dividido en un prólogo inicial y 6 etapas, con inicio en Moutier, y final en Ginebra.
El vencedor fue el francés Charly Mottet, cubriendo la prueba a una velocidad media de 40,2 km/h.

## Etapas[1]
| Etapa   | Recorrido         | Km    | Ganador        |
| Prólogo | Moutier           | 4,6   | Charly Mottet  |
| 1.ª     | Moutier-Neuchâtel | 174,6 | Rolf Järmann   |
| 2.ªa    | Neuchâtel-Nyon    | 99,6  | Urs Freuler    |
| 2.ªb    | Nyon              | 22    | Charly Mottet  |
| 3.ª     | Nyon-Bulle        | 191   | Michel Dernies |
| 4.ª     | Bulle-Nendaz      | 168,7 | Robert Millar  |
| 5.ª     | Nendaz-Ginebra    | 198,5 | Urs Freuler    |

## Clasificaciones
Así quedaron los diez primeros de la clasificación general de la segunda edición del Tour de Romandía
| \| 1. \| Charly Mottet \| Francia \| 22h 20'01" \| \| \| 2. \| Robert Millar \| Reino Unido \| + 2'00" \| \| \| 3. \| Luc Roosen \| Bélgica \| + 2'10" \| \| \| 4. \| Michael Wilson \| Australia \| + 2'41" \| \| \| 5. \| Stephen Hodge \| Australia \| + 3'08" \| \| \| 6. \| Pascal Simon \| Francia \| + 3'39" \| \| \| 7. \| Jérôme Simon \| Francia \| + 3'45" \| \| \| 8. \| Bruno Cornillet \| Francia \| + 4'52" \| \| \| 9. \| Rolf Jaermann \| Suiza \| + 4'55" \| \| \| 10. \| Fabian Fuchs \| Suiza \| + 5'23" \| \| |                 |             |            |  |
| 1. | Charly Mottet   | Francia     | 22h 20'01" |  |
| 2. | Robert Millar   | Reino Unido | + 2'00"    |  |
| 3. | Luc Roosen      | Bélgica     | + 2'10"    |  |
| 4. | Michael Wilson  | Australia   | + 2'41"    |  |
| 5. | Stephen Hodge   | Australia   | + 3'08"    |  |
| 6. | Pascal Simon    | Francia     | + 3'39"    |  |
| 7. | Jérôme Simon    | Francia     | + 3'45"    |  |
| 8. | Bruno Cornillet | Francia     | + 4'52"    |  |
| 9. | Rolf Jaermann   | Suiza       | + 4'55"    |  |
| 10. | Fabian Fuchs    | Suiza       | + 5'23"    |  |